# Ophion minutus
Ophion minutus ist eine Schlupfwespe aus der Unterfamilie der Ophioninae.

## Merkmale
Die überwiegend gelbrot gefärbten Schlupfwespen sind etwa 10–15 mm lang und damit gewöhnlich kürzer als andere Ophion-Arten. Der Hinterleib ist seitlich zusammengedrückt. Der Kopf ist hinter den Facettenaugen nicht verengt. Der Kopf ist hauptsächlich gelb gefärbt. Die Facetten- und Punktaugen (Ocelli) sind bläulich schimmernd. Fühler und Beine sind gelbrot. Die Vorderflügel weisen ein gelbrotes Flügelmal (Pterostigma) sowie eine für die Gattung typische Flügeladerung auf. Die Weibchen besitzen einen sehr kurzen Legestachel (Ovipositor). Es gibt mehrere ähnliche rot gefärbte Schlupf- und Brackwespen. Die Männchen kann man gewöhnlich mit Hilfe der Zeichnung des Thorax von anderen Arten trennen.

## Verbreitung
Ophion minutus ist in Europa weit verbreitet. Das Verbreitungsgebiet reicht von Skandinavien und Großbritannien bis in den Mittelmeerraum. Nach Osten reicht das Vorkommen über den Nahen Osten bis in die Orientalis.

## Lebensweise
Die hauptsächlich dämmungs- und nachtaktiven Schlupfwespen findet man häufig in Waldgebieten. Man beobachtet sie insbesondere in den Monaten Mai und Juni. Die Art parasitiert Schmetterlingsraupen aus der Familie der Spanner.(Geometridae).

## Bilder

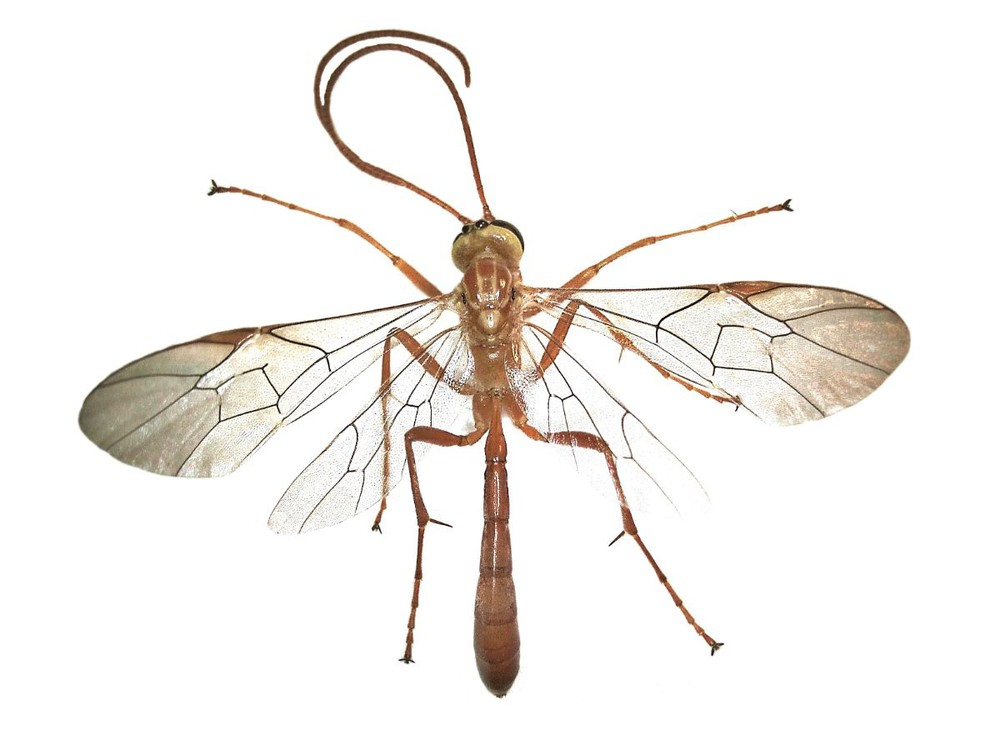
Dorsalansicht
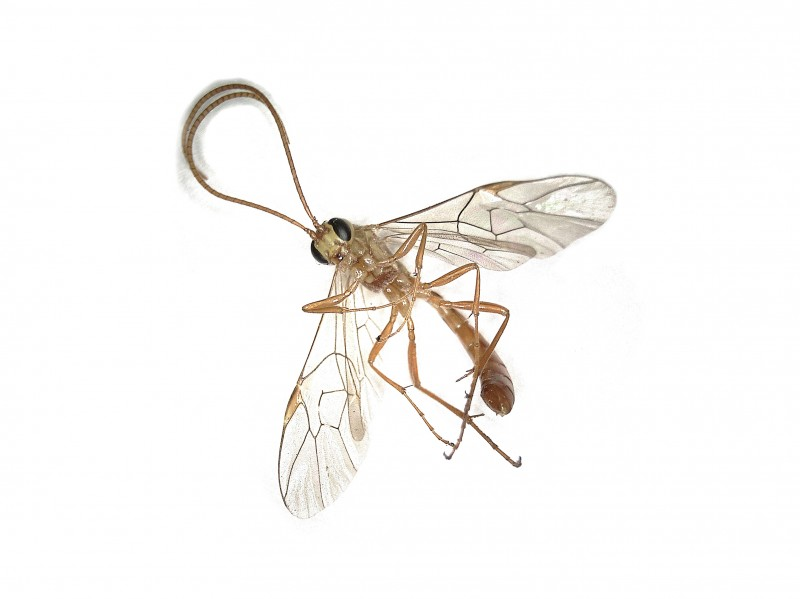
Frontansicht
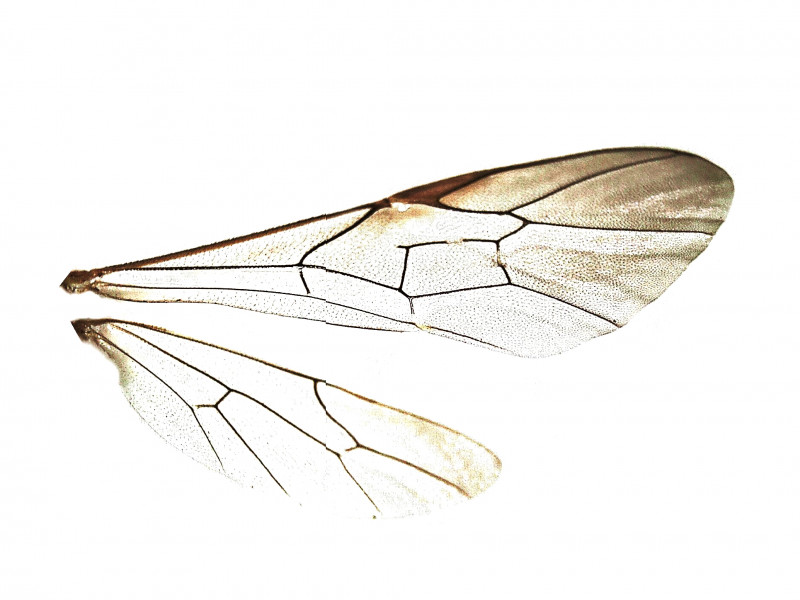
Flügel